# Zhang Qingli (judoka)
Zhang Qingli es una deportista china que compitió en judo. Ganó una medalla de oro en el Campeonato Asiático de Judo de 1999, en la categoría de +78 kg.

## Palmarés internacional
| Campeonato Asiático | Campeonato Asiático | Campeonato Asiático | Campeonato Asiático |
| Año                 | Lugar               | Medalla             | Categoría           |
| ------------------- | ------------------- | ------------------- | ------------------- |
| 1999                | Wenzhou (China)     | Medalla de oro      | +78 kg              |